# Montecincla meridionale
El charlatán de Travancore o charlatan de los Ashambu (Montecincla meridionale) es una especie de ave paseriforme de la familia Leiothrichidae endémica de los montes del extremo sur de la India. Anteriormente se consideraba una subespecie del charlatán de Kerala (Montecincla fairbanki).

## Distribución y hábitat
Se encuentra únicamente en el extremo sur de la India, en la porción más meridional de los Ghats occidentales, poblando los montes del sur de Kerala, al sur del río Achankovil, y la zona adyacente de Tamil Nadu. Su hábitat natural son los bosques húmedos tropicales de montaña.